# Skavåstjärnen, Medelpad
Skavåstjärnen är en sjö i Ånge kommun i Medelpad och ingår i Ljungans huvudavrinningsområde.